# 敘利亞禮天主教土耳其宗主教代牧區
敘利亞禮天主教土耳其宗主教代牧區（拉丁語：Constantinopolitanus）是土耳其一個東儀天主教宗主教代牧區（敘利亞禮）。
代牧區成立於1908年。2005年有一名司鐸、三個堂區、2,155名教友。現任宗主教代牧為若瑟·薩。

## 外部連結
- Beschreibung auf gcatholic.org （页面存档备份，存于） （英文）